# ابن وهبون
أبو محمد عبد الجليل بن وهبون المرسي، الملقب بالدمعة المرسي، هو شاعر أندلسي، كان شاعرًا من شعراء المعتمد بن عباد حاكم إشبيلية، وصاحبًا لوزيره ابن عمار. قال ابن بسام في ترجمته: شمس الزمان وبدره، وسر الإحسان وجهره، ومستودع البيان ومستقره، أحد من أفرغ في وقتنا فنون المقال في قوالب السحر الحلال، وقيد شوارد الألباب بأرق ملح العتاب.
مات ابن وهبون قتيلًا على يد بعض جند النصارى، وهو في طريقه من لورقة إلى مرسية.